# Хухра
Хухра (укр. Хухра) — село в Чернетчинской сельской общине Ахтырского района Сумской области Украины.

## Географическое положение
Село Хухра находится на левом берегу реки Ворскла в месте впадения в неё реки Хухра,
выше по течению на расстоянии в 1,5 км расположено село Пылевка,
ниже по течению на расстоянии в 3 км расположено село Лутище,
на противоположном берегу — село Попелевщина.
Выше по течению реки Хухра на расстоянии в 2,5 км расположено село Перемога.
Река в этом месте извилистая, образует лиманы, старицы и заболоченные озёра.
К селу примыкают лесные массивы (сосна).
Рядом проходит автомобильная дорога Н-12.

## История
- На околице села Хухра обнаружено неолитическое поселение с мастерской кремнёвых орудий, исследовано остатки поселения времени бронзы, предскифских и скифских времен (VIII—IV ст. до н. э.).
- Первые упоминания о селе Хухра относятся к 1651 году.
- До 1765 года являлось центром Хухрянской сотни Ахтырского слободского казачьего полка.
- В ходе Северной войны село в феврале 1709 года было сожжено шведами.

Являлось селом Хухрянской волости Ахтырского уезда Харьковской губернии Российской империи.
Во время Великой Отечественной войны село находилось под немецкой оккупацией.
Население по переписи 2001 года составляло 2069 человек.

## Экономика
- Молочно-товарная ферма.
- Около села большое поле нефтяных вышек.
- ЧП «Хухрянское».

## Объекты социальной сферы
- Детский сад.
- Школа І-ІІІ ст.
- Дом культуры.
- Больница.

## Галерея

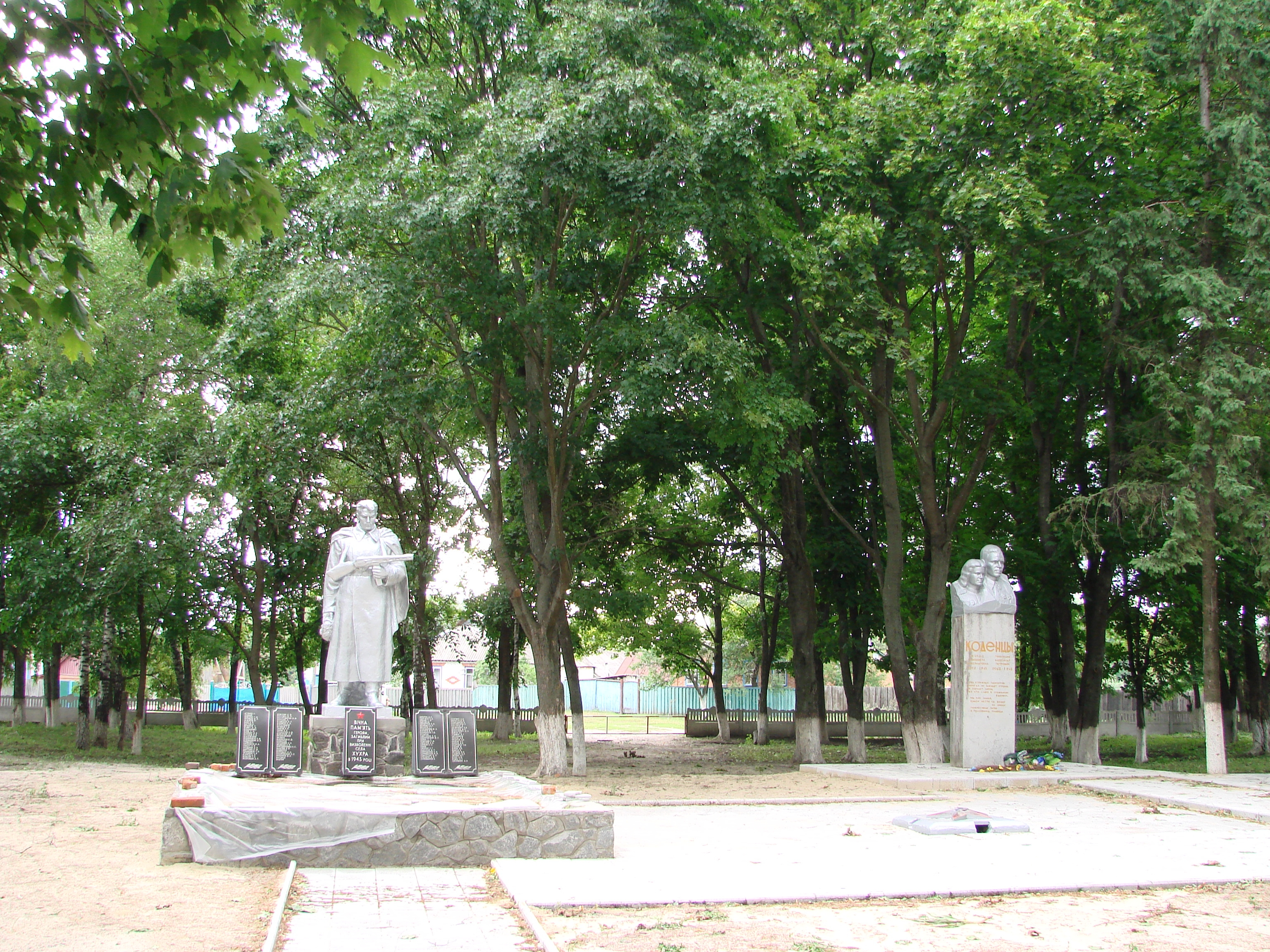
Монумент солдатам-освободителям
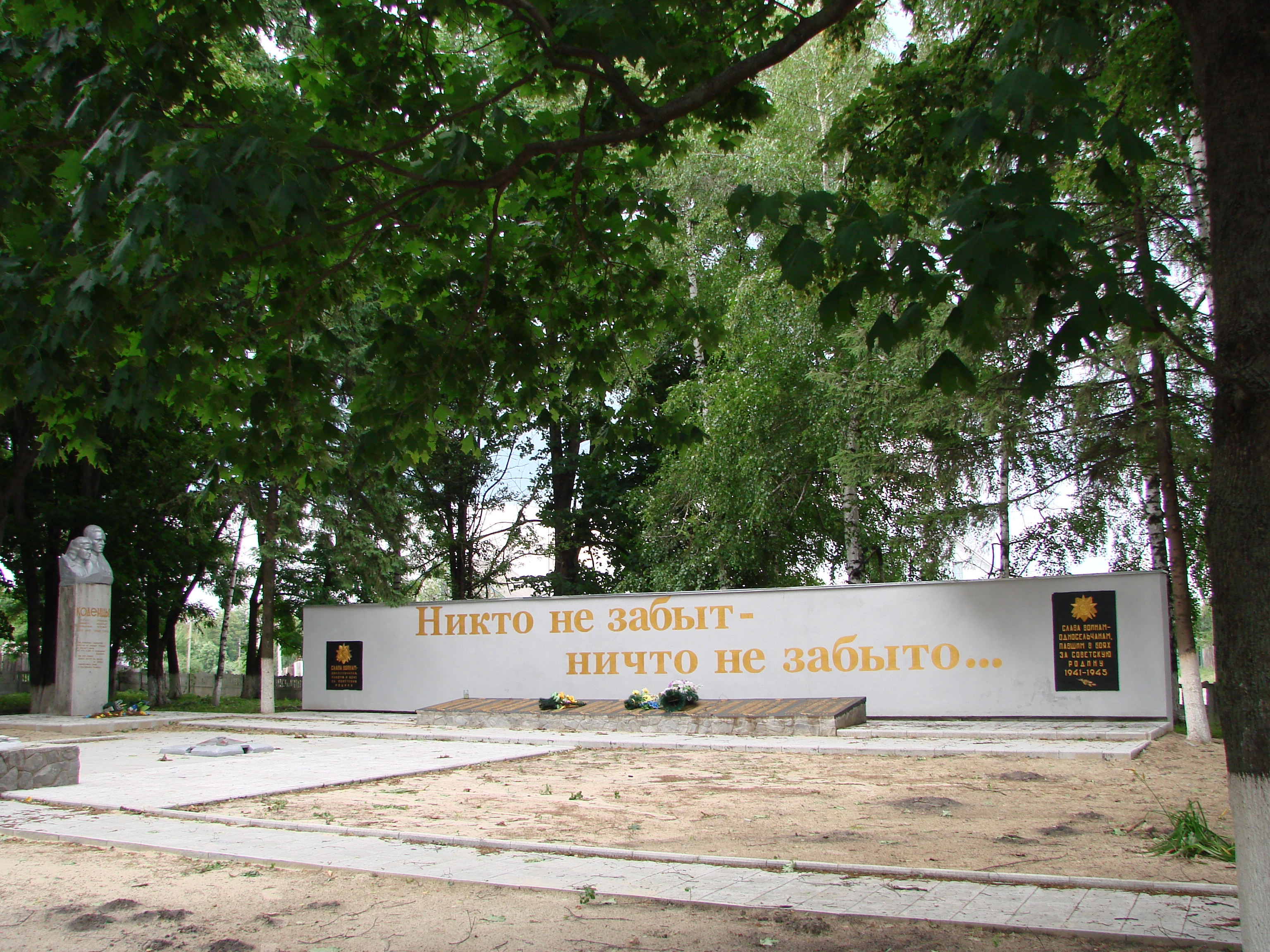
Памятник погибшим односельчанам
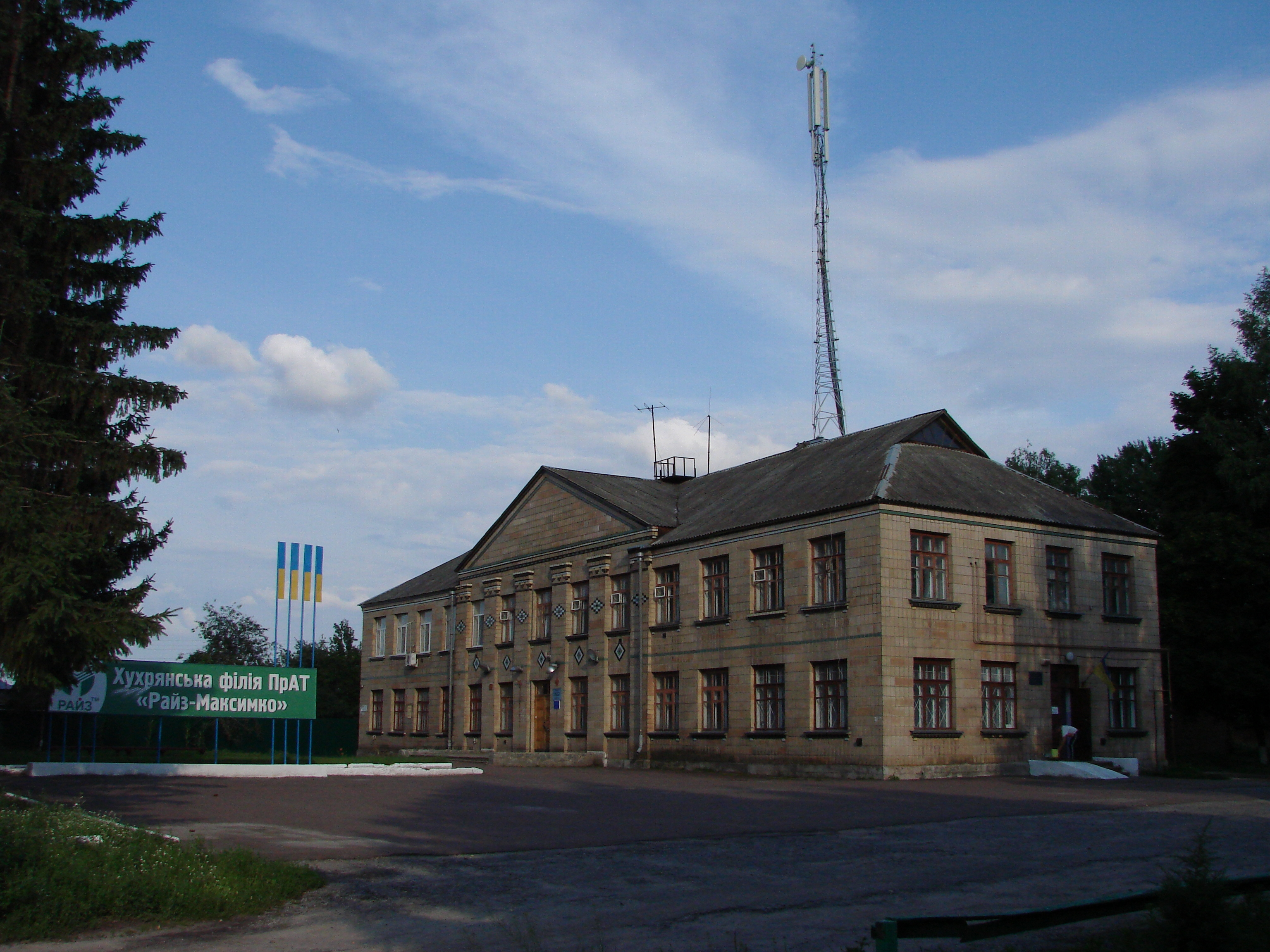
Правление агрофирмы
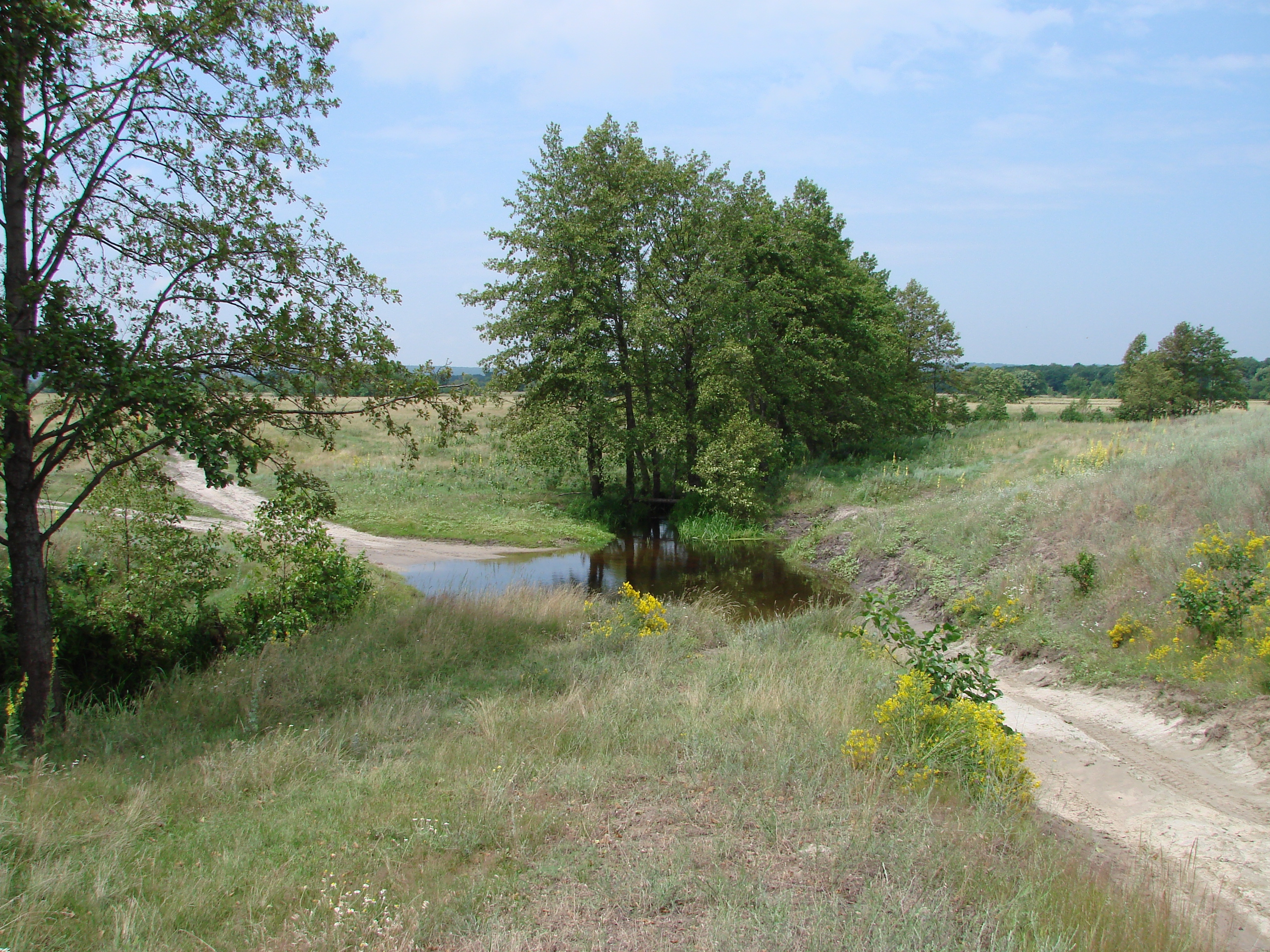
Река Хухра
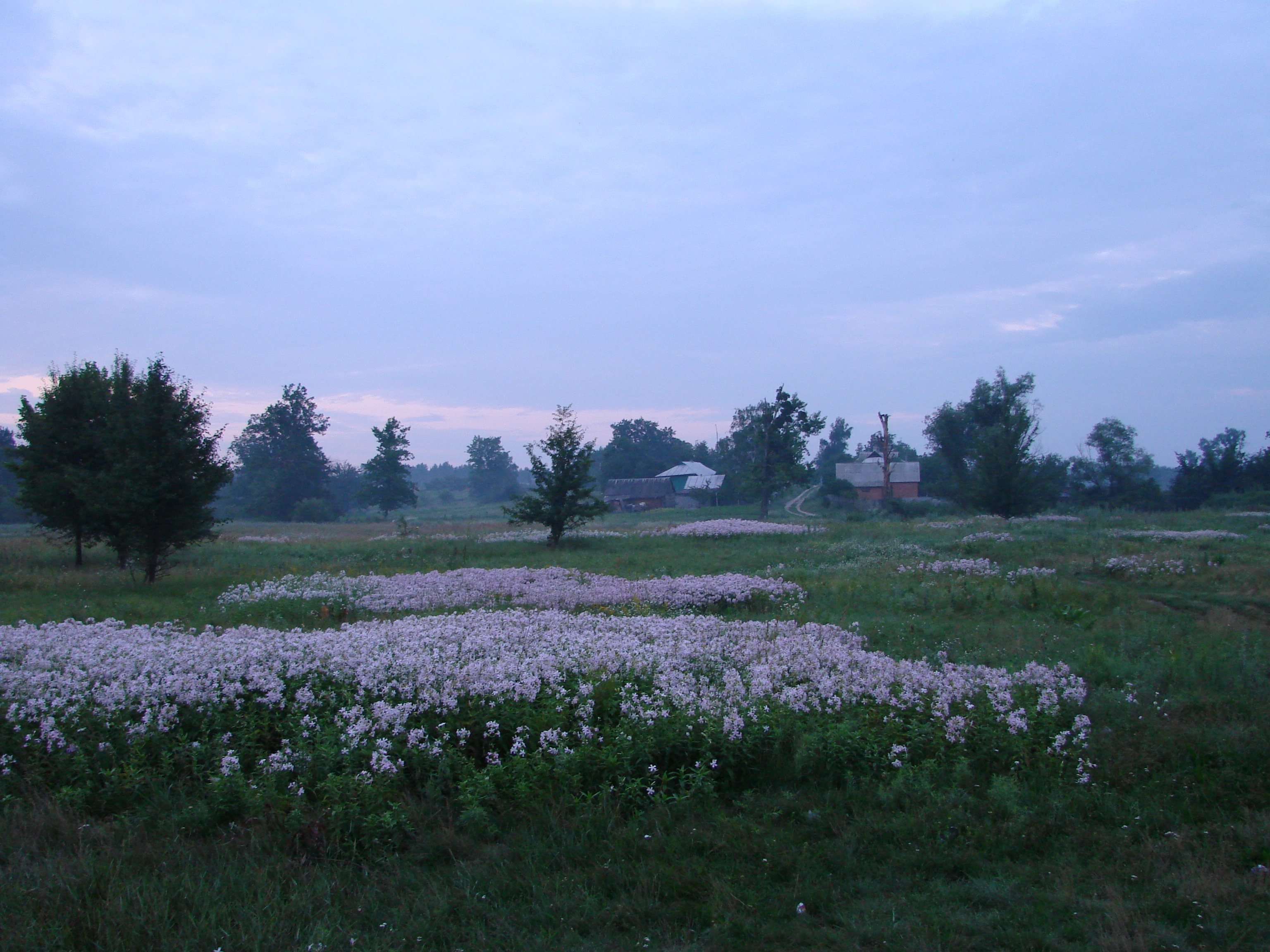
Луга близ Хухры
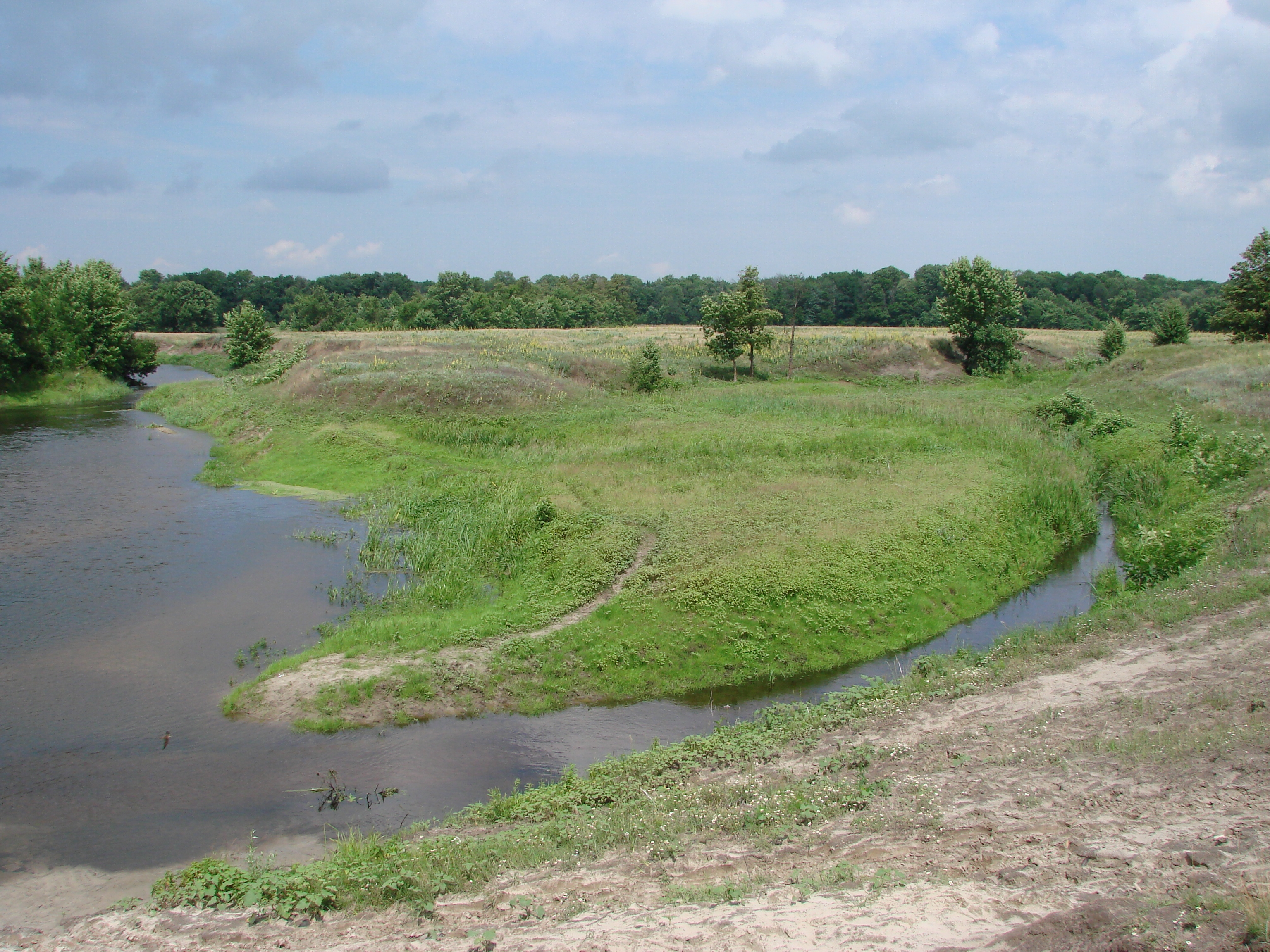
Ворскла